# عديسة (طب)
العديسة هي بقعة صغيرة منصبغة ذات حواف محددة بوضوح ومحاطة بالجلد الطبيعي المظهر.